# Lijst van personen overleden in juni 2016
Dit is een lijst van bekende personen die zijn overleden in juni 2016.

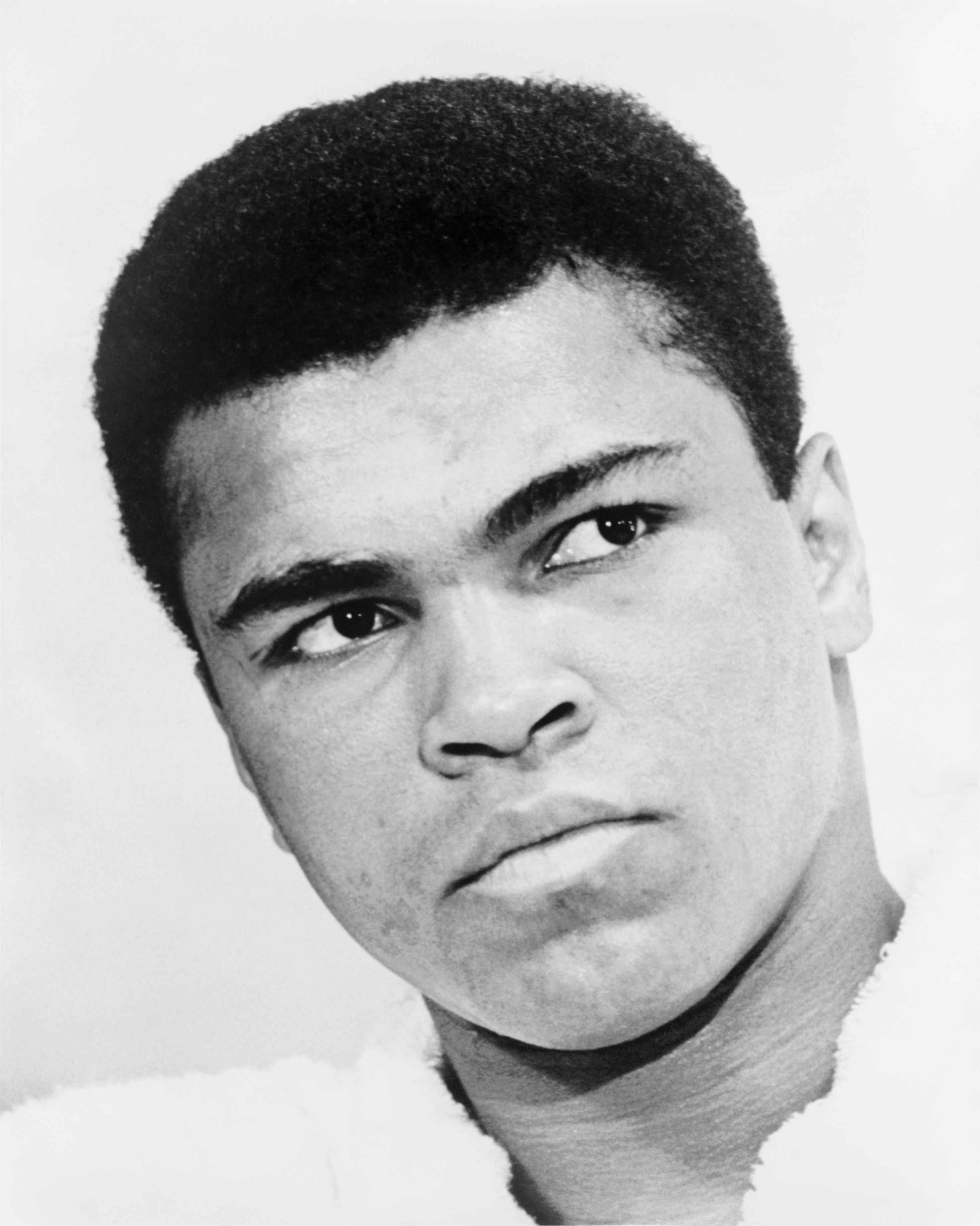
Muhammad Ali
3 juni

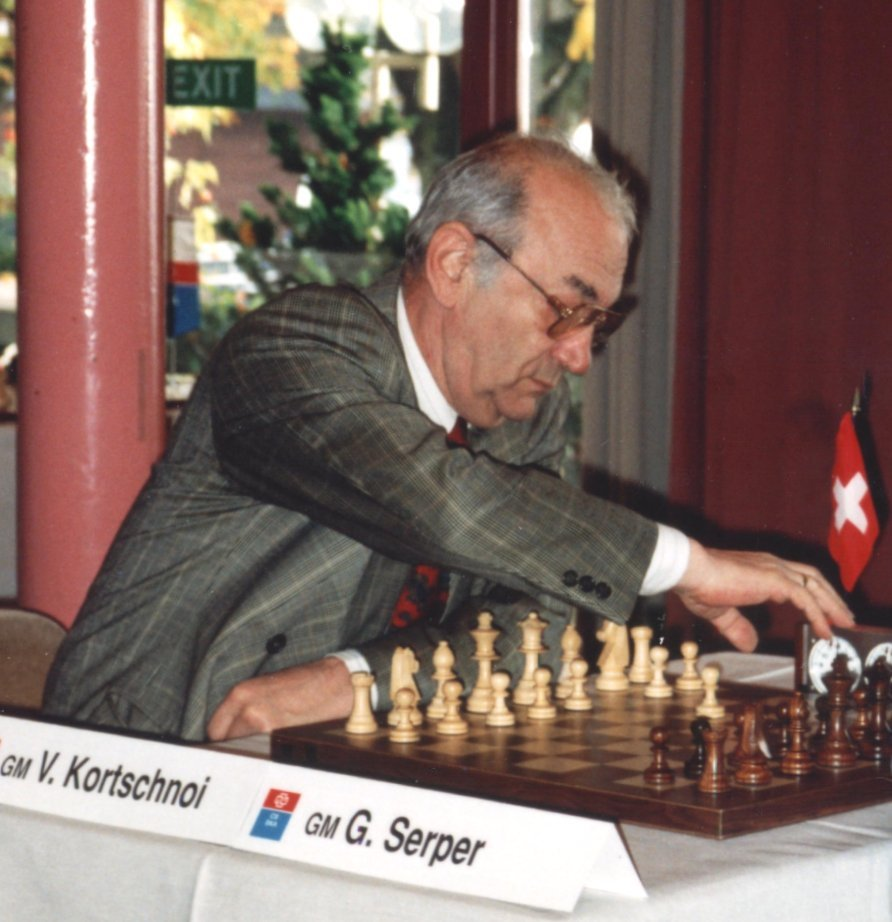
Viktor Kortsjnoj
6 juni

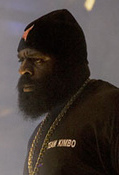
Kimbo Slice
6 juni

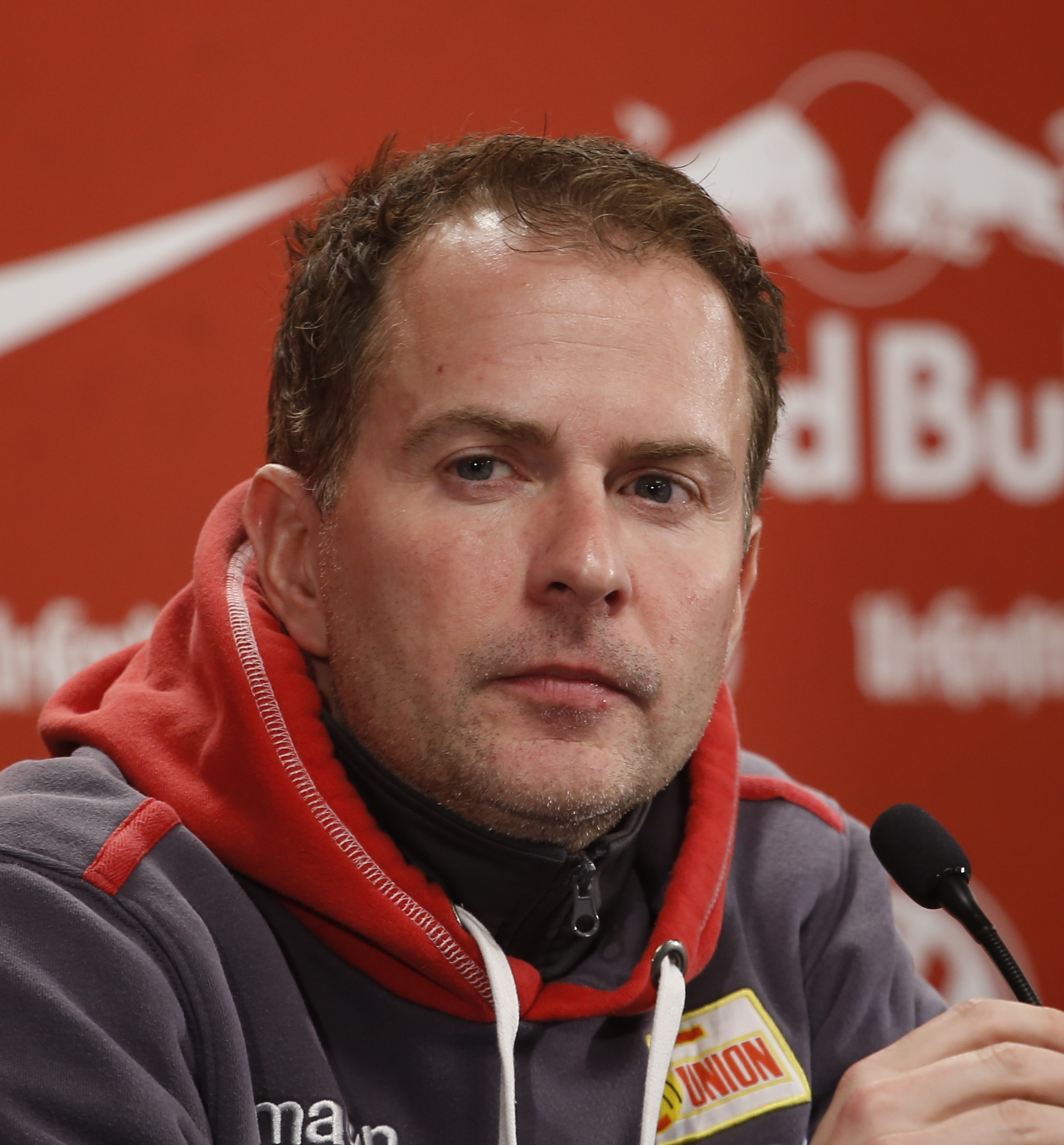
Sascha Lewandowski
8 juni

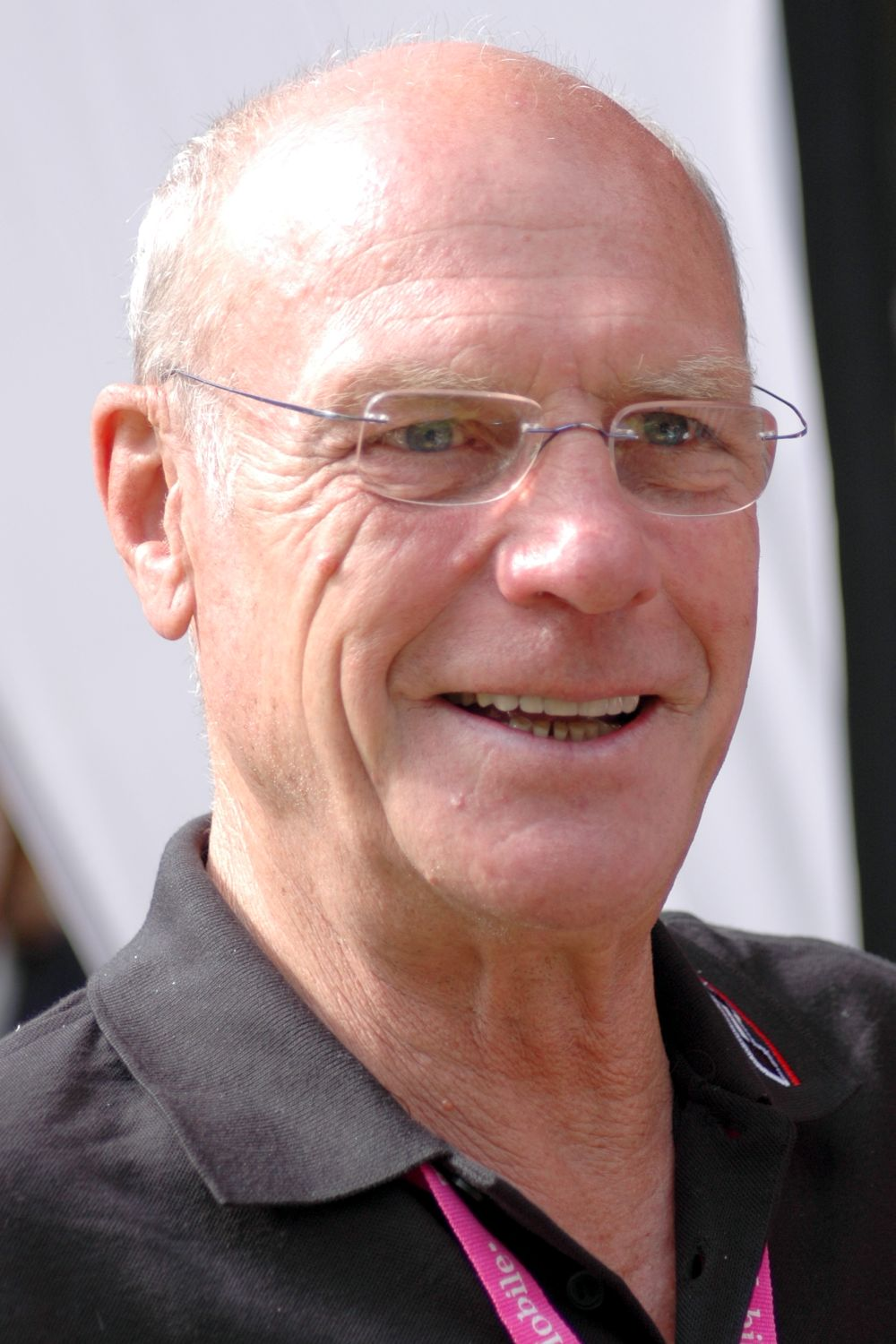
Rudi Altig
11 juni

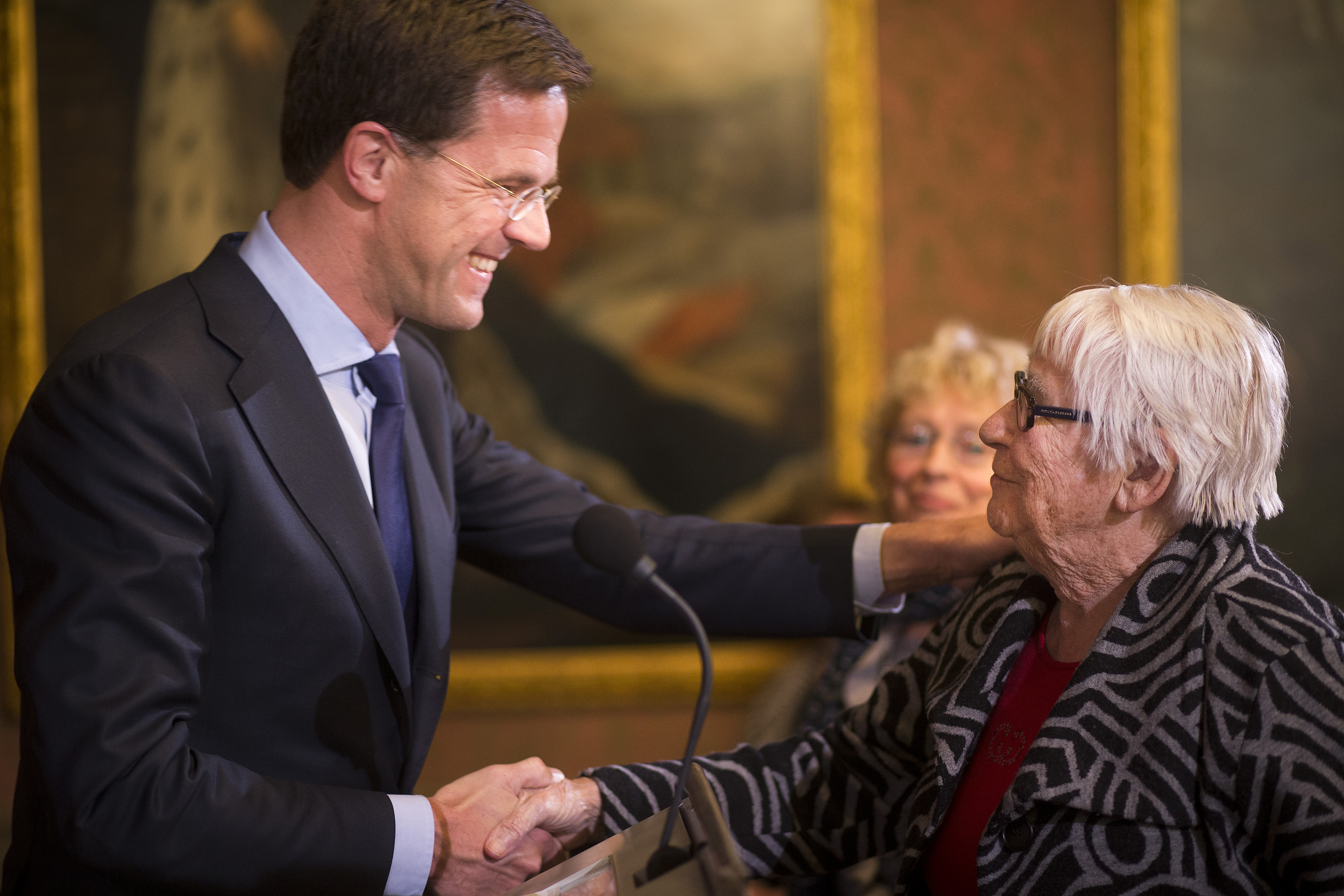
Truus Menger-Oversteegen
18 juni

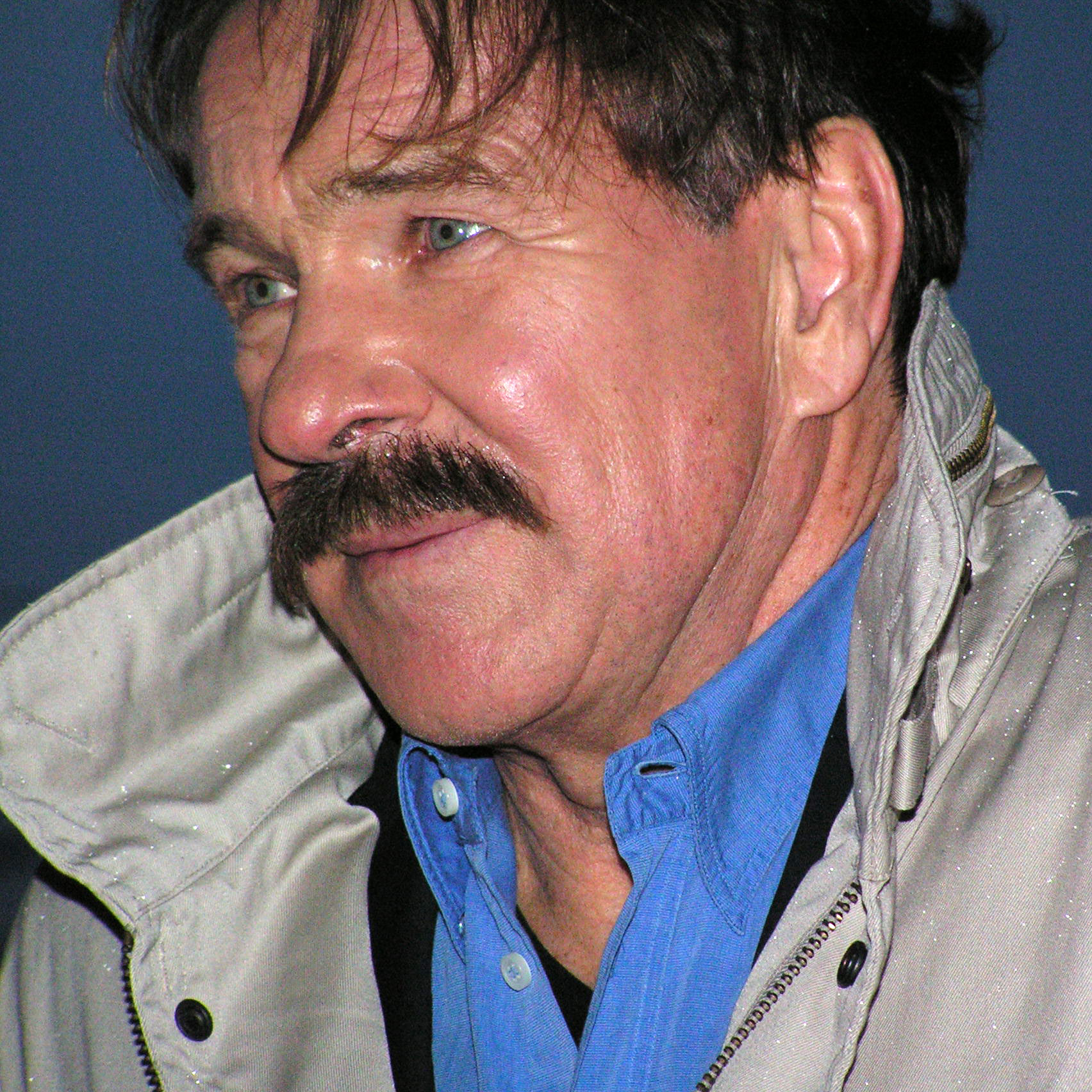
Götz George als Horst Schimanski
19 juni

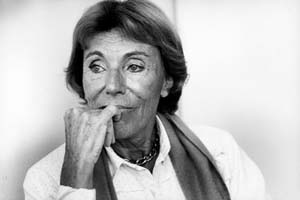
Benoîte Groult
20 juni

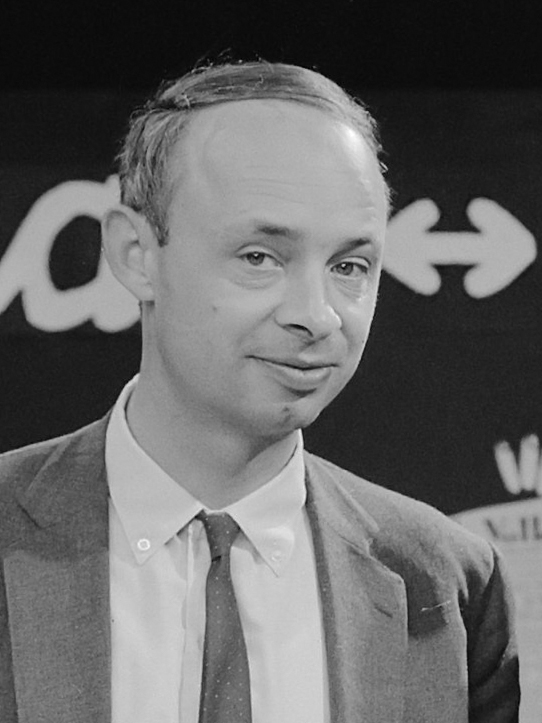
Henk Hofland
21 juni

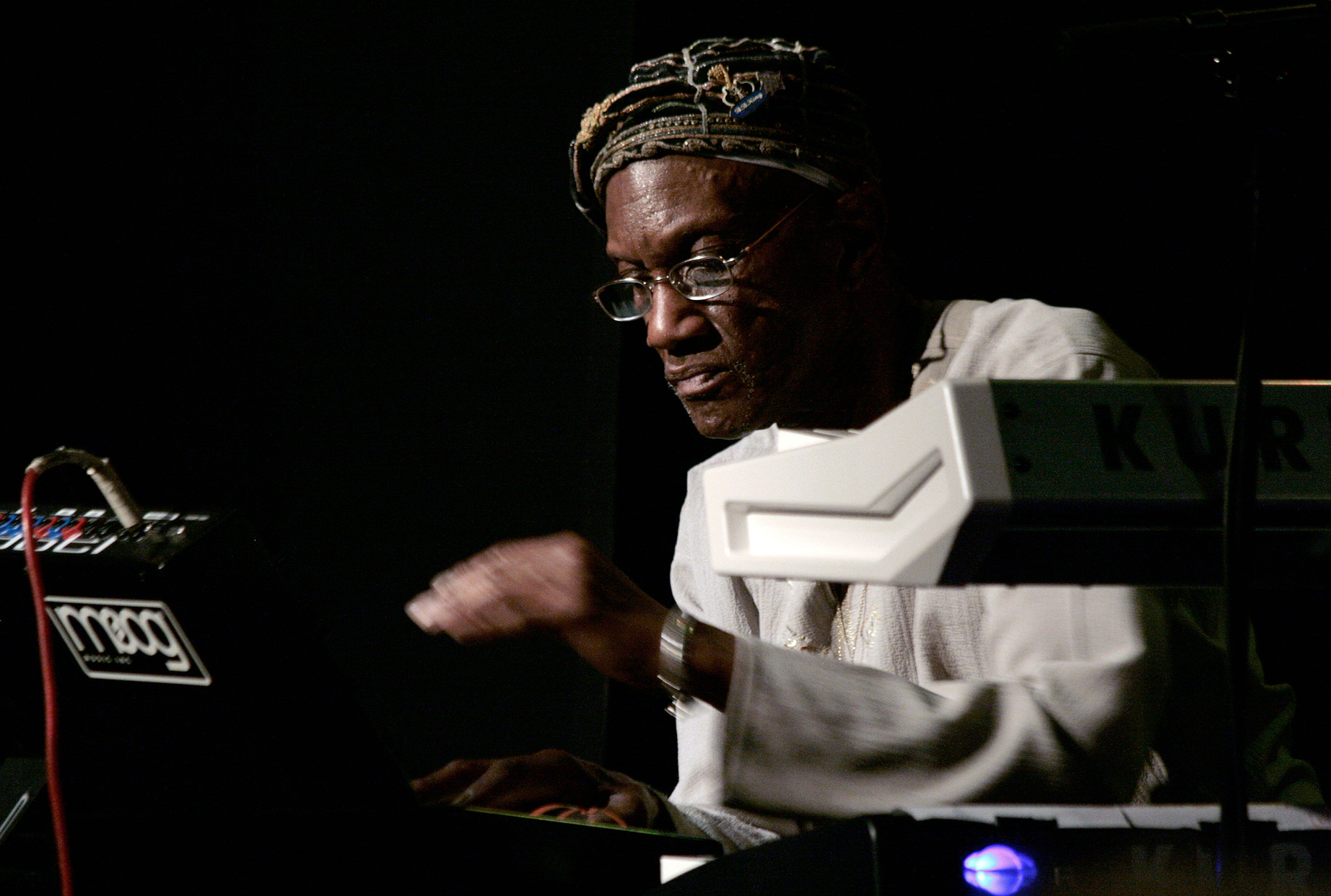
Bernie Worrell
24 juni

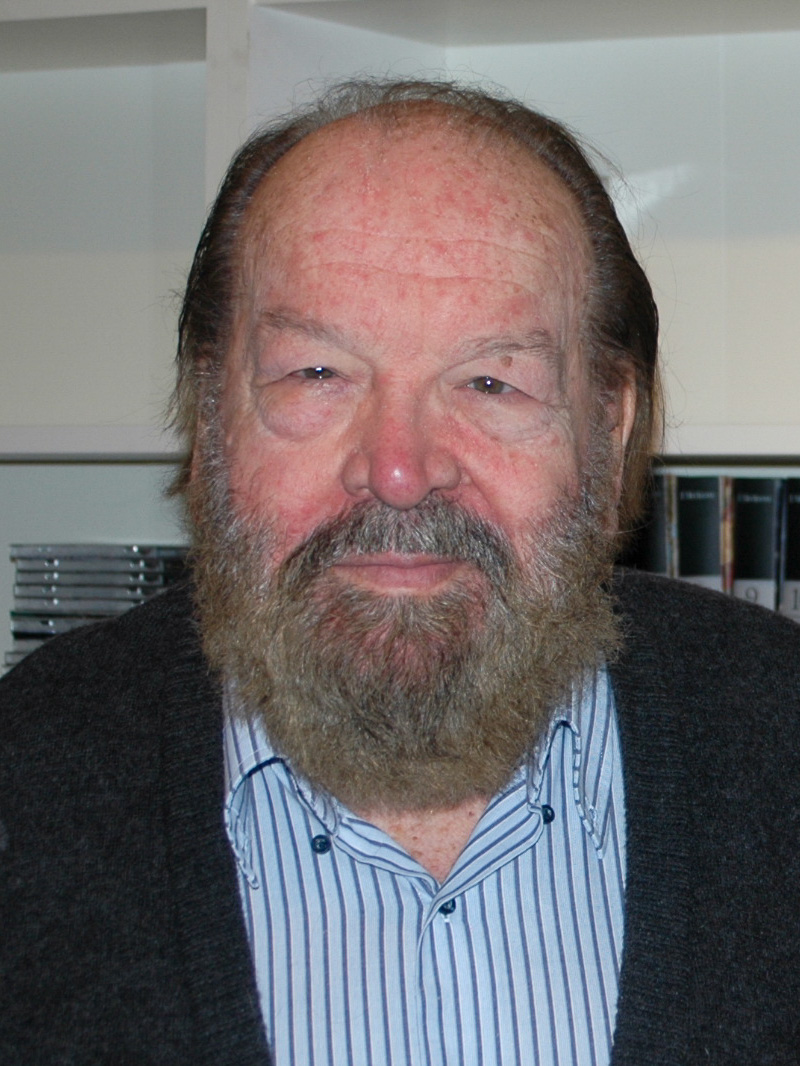
Bud Spencer
(Carlo Pedersoli)
27 juni

| 1 | 2 | 3 | 4 | 5 | 6 | 7 | 8 | 9 | 10 | 11 | 12 | 13 | 14 | 15 | 16 | 17 | 18 | 19 | 20 | 21 | 22 | 23 | 24 | 25 | 26 | 27 | 28 | 29 | 30 |
| - | - | - | - | - | - | - | - | - | -- | -- | -- | -- | -- | -- | -- | -- | -- | -- | -- | -- | -- | -- | -- | -- | -- | -- | -- | -- | -- |

### 1 juni
- Leonard Boyle (85), Nieuw-Zeelands bisschop[1]
- David Spielberg (77), Amerikaans acteur[2]

### 2 juni
- Tom Kibble (83), Brits natuurkundige[3]
- Rodolfo Rodriguez (64), Mexicaans stierenvechter[4]
- Häns'che Weiss (65), Duits jazzmuzikant[5]

### 3 juni
- Muhammad Ali (74), Amerikaans bokser[6]
- Adolph Cornelis van Bruggen (86), Nederlands botanicus en entomoloog[7]
- Pierre Grimblat (93), Frans regisseur en producent[8]
- Joseph Michel (90), Belgisch politicus[9]
- Jocelyn Lovell (65), Canadees wielrenner[10]
- Luis Salom (24), Spaans motorcoureur[11]
- Dave Swarbrick (75), Brits folkviolist[12]

### 4 juni
- Paul Van Grembergen (78), Belgisch politicus[13]
- István Halász (64), Hongaars voetballer[14]
- Ruurd Reitsma (73), Nederlands generaal[15]

### 5 juni
- Gianluca Buonanno (50), Italiaans politicus[16]
- Phyllis Curtin (94), Amerikaans sopraan[17]
- Martin van Dijk (69), Nederlands musicus, pianist en componist[18]

### 6 juni
- Viktor Kortsjnoj (85), Russisch schaker[19]
- Erich Linemayr (83), Oostenrijks voetbalscheidsrechter[20]
- Theresa Saldana (61), Amerikaans actrice[21]
- Peter Shaffer (90), Brits toneelschrijver[22]
- Kimbo Slice (42), Bahamaans-Amerikaans straatvechter[23]
- Tunga (64), Braziliaans beeldhouwer en installatiekunstenaar[24]

### 7 juni
- Børge Bach (71), Deens voetballer[25]
- Torcuato Di Tella (86), Argentijns socioloog[26]
- Kor Dijkstra (62), Nederlands burgemeester[27]
- Thomas Perkins (84), Amerikaans zakenman[28]
- Didargylyç Urazov (39), Turkmeens voetballer[29]

### 8 juni
- Pierre Aubert (89), Zwitsers politicus[30]
- Stephen Keshi (54), Nigeriaans voetballer[31]
- Sascha Lewandowski (44), Duits voetbaltrainer[32]
- Marina Malfatti (76), Italiaans actrice[33]
- Maurice Pons (88), Frans schrijver[34]
- Horst Stechbarth (91), Duits politicus[35]

### 9 juni
- Madeleen Leyten-de Wijkerslooth de Weerdesteyn (80), Nederlands politica[36]

### 10 juni
- Shaibu Amodu (58), Nigeriaans voetbalcoach[37]
- Gilles-Maurice Dumoulin (92), Frans schrijver[38]
- Gordie Howe (88), Canadees ijshockeyspeler[39]

### 11 juni
- Rudi Altig (79), Duits wielrenner[40]
- Christina Grimmie (22), Amerikaans zangeres[41]

### 12 juni
- Vittorio Fanfoni (72), Italiaans acteur[42]
- Fabrizio Pirovano (56), Italiaans motorcoureur[43]
- George Voinovich (79), Amerikaans politicus[44]
- Janet Waldo (96), Amerikaans (stem)actrice[45]

### 13 juni
- Uriah Asante (24), Ghanees voetballer[46]
- Michu Meszaros (76), Amerikaans-Hongaars acteur[47]
- Chips Moman (79), Amerikaanse platenproducer[48]

### 14 juni
- Ronnie Claire Edwards (83), Amerikaans actrice[49]
- Henk Hansma (50), Nederlands volleybalspeler en -trainer[50]
- Ali Lazrak (68), Nederlands politicus[51]
- Ann Morgan Guilbert (87), Amerikaans actrice[52]
- Henry McCullough (72), Brits gitarist[53]

### 15 juni
- Anton Barten (86), Nederlands econoom[54]
- Claude Sales (85), Frans journalist[55]
- Giuseppe Spagnulo (79), Italiaans beeldhouwer[56]

### 16 juni
- Jo Cox (41), Brits politica[57]
- Luděk Macela (65), Tsjechisch voetballer[58]

### 17 juni
- Attrell Cordes (46), Amerikaans zanger[59]
- Ron Lester (45), Amerikaans acteur[60]
- Loretto Petrucci (86), Italiaans wielrenner[61]

### 18 juni
- Paul Cox (76), Nederlands-Australisch regisseur[62]
- Peter Feuchtwanger (76), Duits pianist en pianopedagoog[63]
- Sverre Kjelsberg (69), Noors zanger[64]
- Truus Menger-Oversteegen (92), Nederlands verzetsstrijder[65]
- Vittorio Merloni (83), Italiaans ondernemer[66]
- Piet Slegers (92), Nederlands kunstenaar[67]
- Wu Jianmin (77), Chinees diplomaat[68]

### 19 juni
- Götz George (77), Duits acteur[69]
- Victor Stănculescu (88), Roemeens generaal[70]
- Anton Yelchin (27), Amerikaans acteur[71]

### 20 juni
- Loek Brons (83), Nederlands kunsthandelaar[72]
- Benoîte Groult (96), Frans schrijfster[73]
- Ernesto Maceda (81), Filipijns politicus[74]
- Edgard Pisani (97), Frans politicus[75]
- Isa Lateur (93), Belgische persoonlijkheid[76]

### 21 juni
- Henk Hofland (88), Nederlands journalist en columnist[77]
- Pierre Pachet (79), Frans schrijver[78]
- Harry Rabinowitz (100), Brits dirigent en componist[79]

### 22 juni
- Job Drijber (92), Nederlands burgemeester en jurist[80]
- Andrzej Kondratiuk (79), Pools regisseur[81]
- Amjad Sabri (45), Pakistaans zanger[82]
- Fernand Traen (85), voorzitter Brugse haven, schepen van Brugge[83]

### 23 juni
- Michael Herr (76), Amerikaans schrijver en oorlogscorrespondent[84]
- Stefan Nagy (64), Zweeds darter[85]
- Stuart Nisbet (82), Amerikaans acteur[86]
- Ralph Stanley (89), Amerikaans zanger[87]

### 24 juni
- Charles Chaynes (90), Frans componist[88]
- Andries Kinsbergen (89), Belgisch politicus[89]
- Bernie Worrell (72), Amerikaans muzikant, muziekproducer en componist[90]

### 25 juni
- Nicole Courcel (84), Frans actrice[91]
- Bill Cunningham (87), Amerikaans modefotograaf[92]
- Maurice G. Dantec (57), Frans-Canadees schrijver[93]
- Manfred Deix (67), Oostenrijks cartoonist[94]
- Patrick Mayhew (86), Noord-Iers politicus[95]
- Adam Small (79), Zuid-Afrikaans dichter[96]

### 26 juni
- Jürgen von Beckerath (96), Duits professor en egyptoloog[97]
- Walther Huisden (81), Surinaams komiek[98]

### 27 juni
- Franz Cibulka (69), Oostenrijks componist, muziekpedagoog en klarinettist[99]
- Patrick Duinslaeger (63), Belgisch procureur[100]
- Pelle Gudmundsen-Holmgreen (83), Deens componist[101]
- Harry Halbreich (85), Belgisch musicoloog[102]
- Aharon Ipalé (74), Israëlisch acteur[103]
- Georgio Pelswijk (19), Surinaams vechtsporter[104]
- Oh Se-jong (33), Zuid-Koreaans schaatser (shorttrack)[105]
- Mack Rice (82), Amerikaans muzikant[106]
- Bud Spencer (86), Italiaans acteur[107]
- Silvia Tennenbaum (88), Amerikaans schrijfster[108]
- Alvin Toffler (87), Amerikaans publicist en futuroloog[109]

### 28 juni
- Theo Dilissen (62), Belgisch ondernemer en basketballer[110]
- Freddie Gilroy (80), Brits bokser[111]
- André Guelfi (97), Frans formule 1-coureur[112]
- Scotty Moore (84), Amerikaans gitarist[113]
- Pat Summitt (64), Amerikaans basketbalster en basketbalcoach[114]

### 29 juni
- Jean-Pierre Bertrand (78 of 79), Frans kunstenaar[115]
- Manus Brinkman (87), Nederlands wielrenner[116]
- Jan Hettema (82), Zuid-Afrikaans wielrenner en rallyrijder[117]
- Gurgon Kyap (45), Chinees acteur en regisseur[118]
- Xu Jiatun (100), Chinees politicus[119]

### 30 juni
- Don Friedman (81), Amerikaans jazzpianist[120]
- Trinidad Alvarez Lira (117), oudste vrouw van Mexico[121]
- Martin Lundström (98), Zweeds langlaufer[122]

januari ·
februari ·
maart ·
april ·
mei ·
juni ·
juli ·
augustus ·
september ·
oktober ·
november ·
december
1900 ·
1901 ·
1902 ·
1903 ·
1904 ·
1905 ·
1906 ·
1907 ·
1908 ·
1909 ·
1910 ·
1911 ·
1912 ·
1913 ·
1914 ·
1915 ·
1916 ·
1917 ·
1918 ·
1919 ·
1920 ·
1921 ·
1922 ·
1923 ·
1924 ·
1925 ·
1926 ·
1927 ·
1928 ·
1929 ·
1930 ·
1931 ·
1932 ·
1933 ·
1934 ·
1935 ·
1936 ·
1937 ·
1938 ·
1939 ·
1940 ·
1941 ·
1942 ·
1943 ·
1944 ·
1945 ·
1946 ·
1947 ·
1948 ·
1949 ·
1950 ·
1951 ·
1952 ·
1953 ·
1954 ·
1955 ·
1956 ·
1957 ·
1958 ·
1959 ·
1960 ·
1961 ·
1962 ·
1963 ·
1964 ·
1965 ·
1966 ·
1967 ·
1968 ·
1969 ·
1970 ·
1971 ·
1972 ·
1973 ·
1974 ·
1975 ·
1976 ·
1977 ·
1978 ·
1979 ·
1980 ·
1981 ·
1982 ·
1983 ·
1984 ·
1985 ·
1986 ·
1987 ·
1988 ·
1989 ·
1990 ·
1991 ·
1992 ·
1993 ·
1994 ·
1995 ·
1996 ·
1997 ·
1998 ·
1999 ·
2000 ·
2001 ·
2002 ·
2003 ·
2004 ·
2005 ·
2006 ·
2007 ·
2008 ·
2009 ·
2010 ·
2011 ·
2012 ·
2013 ·
2014 ·
2015 ·
2016 ·
2017 ·
2018 ·
2019 ·
2020 ·
2021 ·
2022 ·
2023 ·
2024 ·
2025